# 基礎地盤コンサルタンツ
基礎地盤コンサルタンツ株式会社（きそじばんコンサルタンツ）は、東京都に本社を置く建設コンサルタント会社。地盤調査業界のリーディングカンパニーとして、社会資本の整備・維持管理、防災・減災に従事。東日本大震災以降は、洋上風力・地熱発電など再生可能エネルギーの分野も手掛けている。

## 沿革
- 1953年 - 東京都新宿区四谷に合資会社土質調査所設立。
- 1957年 - 本社を東京都新宿区市谷田町に移転。
- 1958年 - 株式会社土質調査所を設立し、土質基礎調査所より業務及び社員を移管。
- 1964年 - 社名を基礎地盤コンサルタンツ株式会社に変更。
- 1966年 - 本社を東京都千代田区飯田橋に移転。
- 1977年 - 本社を東京都千代田区九段北に移転。
- 2008年 -  本社を東京都江東区亀戸に移転。
- 2011年 -  長大の株式取得に伴い完全子会社となる。
- 2021年 - 10月1日「人・夢・技術グループ株式会社」を設立した事に伴い、人・夢・技術グループ株式会社の子会社となる[2][3]

## 関連会社

### 親会社
・人•夢・技術グループ株式会社
主要グループ会社
・株式会社長大
•株式会社長大テック
•順風路株式会社
•株式会社エフェクト
•株式会社ピーシーレールウェイコンサルタント
•株式会社ニックス